# Bradycellus veronianus
Bradycellus veronianus är en skalbaggsart som beskrevs av Thomas Casey. Bradycellus veronianus ingår i släktet Bradycellus och familjen jordlöpare. Inga underarter finns listade i Catalogue of Life.